# Misia Remix 2002 World Peace
Misia Remix 2002 World Peace és el segon àlbum de mescles de la cantant japonesa Misia, editat el 21 de novembre de 2001. Va vendre'n 165.190 còpies durant la primera setmana, i es va enfilar a la tercera posició de les llistes japoneses. Misia Remix 2002 World Peace inclou la primera mescla d'Erick Morillo per a un artista japonès.

## Llista de cançons
| 1. | «Everything (Junior + Gomi Club Extended Mix)»                                                                                      | Junior Vasquez | 12:09 |
| 2. | «Close to My Heart (Ano Natsu no Mama de) (Erick Morillo Vocal Mix) (CLOSE TO MY HEART (あの夏のままで) (Erick Morillo Vocal Mix))» | Erick Morillo  | 8:19  |
| 3. | «Rhythm Reflection (Mega Raiders Remix)»                                                                                            | Mega Raiders   | 4:05  |
| 4. | «Escape (DJ Watarai Remix)» | DJ Watarai     | 5:19  |
| 5. | «Sunny Day (Shinichi Osawa Remix)»                                                                                                  | Shinichi Osawa | 5:30  |
| 6. | «I Miss You: Toki wo Koete (Gomi's Lair Club Mix) (I miss you～時を越えて～ (Gomi's Lair Club Mix))»                                | Gomi           | 11:05 |

| 1. | «Sunny Day (Joe Claussell Sunny Vocal Mix)»                                           | Joe Claussell | 8:07  |
| 2. | «Toki wo Tomete (Malawi Rocks Sunshine Mix) (時をとめて (Malawi Rocks Sunshine Mix))» | Malawi Rocks  | 8:14  |
| 3. | «La La La (Original K Dope Mix)»                                                      | Kenny Dope    | 5:04  |
| 4. | «Change for Good (Mega Raiders Remix)»                                                | Mega Raiders  | 5:00  |
| 5. | «Nocturne (Modaji Remix)»                                                             | Modaji        | 6:44  |
| 6. | «Everything (Hex Hector's Club Mix)»                                                  | Hex Hector    | 10:56 |
| 7. | «Mega Misia (Mega Raiders Mix)»                                                       | Mega Raiders  | 6:59  |

## Llistes

### LlistaOriconde vendes
| Llançament       | Llista                          | Posició | Vendes debut | Vendes totals | Duració     |
| ---------------- | ------------------------------- | ------- | ------------ | ------------- | ----------- |
| 21 novembre 2001 | Llista Oricon diària d'àlbums   | 3       |              |               |             |
| 21 novembre 2001 | Llista Oricon setmanal d'àlbums | 3       | 165.190      | 332.510       | 12 setmanes |
| 21 novembre 2001 | Llista Oricon mensual d'àlbums  | 7       |              |               |             |
| 21 novembre 2001 | Llista Oricon anual d'àlbums    | 80      |              |               |             |

### Llista de vendes físiques
| Llista                              | Posició |
| ----------------------------------- | ------- |
| lista Oricon diària d'àlbums        | 3       |
| Llista Oricon setmanal d'àlbums     | 3       |
| Llista Oricon mensual d'àlbums      | 7       |
| Llista Soundscan d'àlbums(Només CD) | 3       |